# Грылев, Анатолий Николаевич
Анатолий Николаевич Грылев (1 января 1921 — 1975) — советский  военный историк, доктор исторических наук (1975), генерал-майор.

## Биография
Родился 1 января 1921 года в д. Жердево Покровского уезда (ныне - Киржачский район Владимирской области).
В годы Великой Отечественной войны, с июня 1941 года, служил в 16-й гвардейской стрелковой дивизии.
В 1943 г. был назначен начальником штаба полка в 29-й гвардейской стрелковой дивизии. Затем (с июля 1943 года) служил начальником оперативного отдела 7-го гвардейского стрелкового корпуса.  
В 1956 году с золотой медалью закончил обучение в  Высшей военной академии имени К. Е. Ворошилова.
После войны занимался научной работой, опубликовав несколько монографий и статей в журналах:  «Военно-исторический журнал» и «Военная мысль», а также в нескольких сборниках на тему истории Великой Отечественной войны. Член редакционной коллегии серии Вторая мировая война в исследованиях, воспоминаниях, документах издательства "Наука".
Работал в Военно-историческом управлении Генерального штаба, впоследствии возглавив его.
Умер в 1975 году, похоронен на  участке № 54  Ваганьковского кладбища.

## Труды

### Монографии
- Грылев А.Н. Победа Советской Армии на Правоборежной Украине. — М.: Воениздат, 1953. — 128 с.[8]
- Грылев А.Н. За Днепром. Освобождение Правобережной Украины в январе-апреле 1944 г. — М.: Воениздат, 1963. — 227 с.[9]
- Грылев А.Н. Днепр-Карпаты-Крым. Освобождение Правобережной Украины и Крыма в 1944 году. — М.: Наука, 1970. — 352 с. — (Вторая мировая война в исследованиях, воспоминаниях, документах).

### Работы в соавторстве
- Коллектив авторов. Незабываемые дороги: Боевой путь 10-й гвардейской армии. — М.: Воениздат, 1974. — 287 с.
- Коллектив авторов. За освобождение Чехословакии. — М.: Воениздат, 1965. — 387 с.[10]
- Коллектив авторов. Боевой состав Советской Армии. Часть II. (Январь — декабрь 1942 г.) / Грылев А.Н.. — Военно-Научное управление Генерального Штаба. — М.: Военное издательство Министерства обороны СССР, 1966. — 266 с.
- Коллектив авторов. Боевой состав Советской Армии. Часть II. (Январь — декабрь 1942 г.) / Грылев А.Н.. — Военно-Научное управление Генерального Штаба. — М.: Военное издательство Министерства обороны СССР, 1966. — 266 с.
- Коллектив авторов. История Великой Отечественной войны Советского Союза 1941-1945 гг. (в 6 томах).. — М.: Военное издательство Министерства обороны СССР, 1960-1965.
- Коллектив авторов. Стратегический очерк Великой Отечественной войны. 1941-1945 гг.. — М.: Военное издательство Министерства обороны СССР, 1961.[11]
- Коллектив авторов. Финал. Историко-мемуарный очерк о разгроме империалистической Японии в 1945 году. — М.: Наука, 1969. — 415 с. — 50 000 экз.[12]
- Коллектив авторов. Стрелковые подразделения и полк в различных видах боя (Сборник тактических примеров из Великой Отечественной войны). — М.: Воениздат, 1957. — 232 с.
- Коллектив авторов. Боевые действия стрелковой дивизии:(Сборник тактических примеров из Великой Отечественной войны). — М.: Воениздат, 1958. — 468 с.
- Коллектив авторов. Боевые действия стрелковой дивизии:(Сборник тактических примеров из Великой Отечественной войны). — М.: Воениздат, 1958. — 468 с.
- Коллектив авторов. Сборник военно-исторических материалов Великой Отечественной войны. Выпуск 4.. — М.: Воениздат, 1951. — 108 с.
- Коллектив авторов. Штурм Кенигсберга. Сборник. Наступление 243 гвардейского стрелкового полка. — М.: Калиниградское книжное издательство, 1985. — С. 249. — 429 с.
- Коллектив авторов. История войн и военного искусства учебник. — М.: Воениздат, 1970. — 559 с.

### Статьи
- Грылев А.Н. Военно-историческая конференция в Чехословакии // Военно-исторический журнал. — 1961. — Апрель (№ 4). — С. 109-111. — ISSN 0321-0626.
- Грылев А.Н. О некоторых вопросах методологии военно-исторического исследования // Военно-исторический журнал. — 1965. — Июль (№ 7). — ISSN 0321-0626.[13]
- Грылев А.Н. Верность интернациональному долгу // Военно-исторический журнал. — 1967. — Апрель (№ 4). — ISSN 0321-0626.
- Грылев А.Н. Советская военная историография в годы Великой Отечетсвенной Войны и послевоенный период // Военно-исторический журнал. — 1968. — Январь (№ 1). — ISSN 0321-0626.[14][15]
- Грылев А.Н. Некоторые особенности планирования летне-осенней кампании 1942 года // Военно-исторический журнал. — 1987. — Август (№ 8). — ISSN 0321-0626.
- Грылев А.Н. Накануне Великой Отечественной Войны.Подготовка Советского Союза к отражению фашистской агресии. // Коммунист. — 1968. — Декабрь (№ 12). — С. 69.
- Грылев А.Н. Киевский Краснознаменный // Военно-исторический журнал. — 1970. — Июль (№ 7). — ISSN 0321-0626.
- Грылев А.Н. Сокрушительный удар на Юге (К 30-летию освобождения Правобережной Украины) // Военно-исторический журнал. — 1974. — Февраль (№ 2). — ISSN 0321-0626.
- Грылев А.Н. Корсунь-Шевченковская операция // Военная мысль. — 1954. — Февраль (№ 2). — С. 39. — ISSN 0236-2058.
- Грылев А.Н. Некоторые вопросы планирования вооруженной борьбы в Великой Отечественной войне // Военная мысль. — 1959. — Январь (№ 1). — ISSN 0236-2058.
- Грылев А.Н. Освобождение Советской Армией Правобережной Украины // Военная мысль. — 1961. — Ноябрь (№ 11). — ISSN 0236-2058.
- Грылев А.Н. Проскурово-Черновицкая наступательная операция // Военная мысль. — 1958. — Октябрь (№ 10). — ISSN 0236-2058.[16]
- Грылев А.Н. Накануне и в дни Мюнхена // Советско-чехословацкие отношения между двумя войнами. 1919 — 1939. — 1968. — С. 218 — 219, 220 — 222. — ISSN 0321-0626.

## Награды
- Орден Отечественной войны (II степени) (4 декабря 1943)
- Орден Красной Звезды (7 августа 1944)
- Медаль «За победу над Германией в Великой Отечественной войне 1941—1945 гг.» (10 августа  1945)
- Медаль «За отвагу» (1942)
- Медаль «30 лет Халхин-Гольской Победы» (15 августа 1969)
- Медаль «За укрепление дружбы по оружию» I степени — золото (Чехословакия) (май 1970)[17]
- Медаль «50 лет Монгольской Народной Армии» (15 марта 1971)